# Карл II фон Баден-Дурлах
Вижте пояснителната страница за други личности с името Карл II.
Карл II фон Баден-Дурлах (на немски: Karl II von Baden-Durlach, „Karle mit der Tasch“; * 24 юли 1529, Пфорцхайм; † 23 март 1577, Дурлах) е маркграф на Баден-Дурлах от 1552 до 1577 г.

## Живот
Той е син на маркграф Ернст (1482 – 1553) и втората му съпруга Урсула фон Розенфелд († 1538) (морганатичен брак).
През 1551 г. Карл II се жени за Кунигунда фон Бранденбург-Кулмбах (* 17 юни 1523, † 27 февруари 1558), дъщеря на маркграф Казимир фон Бранденбург-Кулмбах.
Карл въвежда на 1 юни 1556 г. лутеранството (реформация) и през 1557 г. мести резиденцията си от Пфорцхайм в Дурлах.
Няколко месеца след смъртта на съпругата му Кунигунда той се жени втори път за Анна фон Велденц (* 12 ноември 1540, † 30 март 1586), дъщеря на пфалцграф Рупрехт фон Велденц.

## Деца
От Кунигунда фон Бранденбург-Кулмбах има децата:
- Мария (* 3 януари 1553, † 11 ноември 1561)
- Албрехт (* 12 юни 1555, † 5 май 1574)

От Анна фон Велденц има децата:
- Доротея Урсула (* 20 юни 1559, † 19 май 1583), омъжва се на 7 ноември 1575 г. за Лудвиг III фон Вюртемберг (* 1 януари 1554, † 18 август 1593)
- Ернст Фридрих (* 17 октомври 1560, † 14 април 1604)
- Якоб III (* 26 май 1562, † 17 август 1590)
- Анна Мария (* 4 август 1565, † 8 октомври 1573)
- Елизабет (* 27 септември 1570, † 6 октомври 1611)
- Георг Фридрих (* 30 януари 1573; † 24 септември 1638), управляващ маркграф